# Walkover

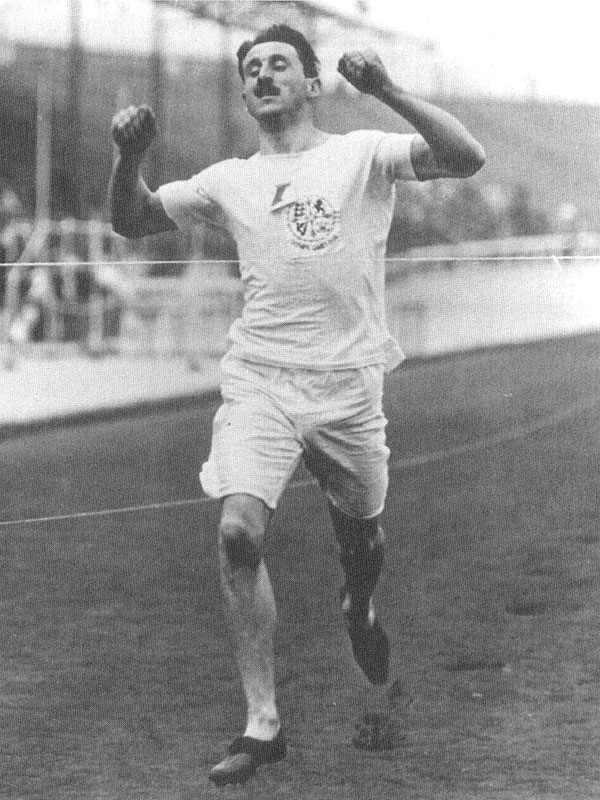
Wyndham Halswelle gewann 1908 die olympische Goldmedaille im 400-Meter-Lauf in einem Walkover, weil der US-Amerikaner John Carpenter disqualifiziert wurde und seine Teamkameraden John Taylor und William Robbins aus Protest nicht antraten.

Walkover, abgekürzt w. o. (engl. auch walk-over oder w/o; dt. kampflos (k.l.), wörtlich: „Spaziergang“, sinngemäß: „leichtes Spiel“), beschreibt den Umstand, wenn ein Spieler dadurch gewinnt, dass sein Gegner nicht antritt und das Spiel für diesen als verloren gewertet wird. Gelegentlich wird der Begriff auch bei einem Sieg durch Aufgabe oder Disqualifikation des gegnerischen Spielers verwendet.

## Herkunft
Der Ausdruck stammt ursprünglich aus dem Pferderennsport. Nachdem alle Gegner bereits ausgeschieden waren, musste der letzte verbliebene Teilnehmer nur noch die Ziellinie überschreiten (walk over the line), um den Sieg beanspruchen zu können. Er konnte das Rennen also gleichsam „im Spaziergang“ beenden.

## Tennis
Ein Walkover im Tennis bedeutet, dass einem Spieler der Sieg in seinem nächsten Match zugesprochen wird, ohne dass er es tatsächlich spielt, weil sein Gegner nicht antreten kann. Infolgedessen ziehen sie in die nächste Runde ein, da die Regeln für Tennisturniere es nicht zulassen, dass ein Spiel aus spielerischen Gründen verschoben wird. Häufig kommt es zu einem Walkover, wenn sich ein Spieler beim Aufwärmen verletzt, sich zwischen den Spielen ernsthaft unwohl fühlt oder eine bereits bestehende Verletzung so weit verschlimmert hat, dass er sich nicht rechtzeitig für sein nächstes Spiel erholen kann. Der Spieler, dem ein Walkover zuerkannt wird, rückt in die nächste Phase des Wettbewerbs auf dieselbe Weise vor wie andere Spieler, die ein abgeschlossenes Spiel gewonnen haben, d. h. er erhält die gleichen Ligapunkte oder das gleiche Preisgeld. Walkover haben keinen Einfluss auf die Sieg-Niederlage-Bilanz eines Tennisspielers oder auf die direkte Begegnung mit anderen Spielern.

## Sonstiges
Wer seinem Gegner ein Walkover ermöglicht, „hat w. o. gegeben“.
Der Ausdruck ist auch im Badminton, Squash, Boxsport, Billard und bei Darts gebräuchlich.